# Tibiri
Tibiri – miasto w Nigrze, w departamencie Maradi. Według danych szacunkowych na rok 2007 liczy 21 218 mieszkańców.